# اوندژی چلوستکا
اوندژی چلوستکا (انگلیسی: Ondřej Čelůstka؛ زادهٔ ۱۸ ژوئن ۱۹۸۹) بازیکن فوتبال اهل جمهوری چک است.
از باشگاه‌هایی که در آن بازی کرده‌است می‌توان به باشگاه فوتبال پالرمو، باشگاه فوتبال نورنبرگ، باشگاه فوتبال اسلاویا پراگ، باشگاه فوتبال ترابزون‌اسپور، باشگاه فوتبال آنتالیااسپور، باشگاه فوتبال ساندرلند، و باشگاه فوتبال فاستاو زلین اشاره کرد.
وی همچنین در تیم‌های ملی فوتبال زیر ۲۱ سال جمهوری چک، و جمهوری چک بازی کرده‌است.